# Lucky (film, 2017)
Pour les articles homonymes, voir Lucky.
Pour plus de détails, voir Fiche technique et Distribution.
Lucky est un film américain réalisé par John Carroll Lynch, sorti en 2017. Il s'agit du dernier film dans lequel Harry Dean Stanton tient le rôle principal. Le film s'inspire de sa vie et de sa personnalité.

## Synopsis
Lucky vit seul à plus de 90 ans, à l'écart d'une petite ville. Il fait de l'exercice, marche tous les jours en ville pour aller prendre son café, faire ses courses et retrouver des amis dans un bar le soir. Malgré sa bonne santé, une chute avertit Lucky que la vieillesse est là. Il perd alors un peu de sa vigueur, se dispute avec un avocat qui tente de faire signer un testament à un ami inconsolable depuis que sa tortue centenaire "President Roosevelt" l'a quitté. Lucky rencontre aussi un vétéran de l'United States Marine Corps avec qui il évoque des souvenirs de la Seconde Guerre mondiale. 
Alors que Lucky était cuisinier dans l' US Navy sur un LST, il se remémore les attaques de kamikazes, le vétéran des Marines évoque les batailles de Tarawa, d'Okinawa et la campagne des Philippines où le sourire d'une petite fille bouddhiste au milieu du chaos l'a marqué à jamais. Lucky retrouve toutefois une joie de vivre lors d'une fête d'anniversaire, où il chante en espagnol Volver, Volver de Fernando Z. Maldonado pour le jeune fils d'une commerçante d'origine mexicaine. 
Finalement la vie continue pour Lucky, tandis que la tortue poursuit elle aussi son chemin dans le désert.

## Fiche technique
- Titre : Lucky
- Réalisation : John Carroll Lynch
- Scénario : Logan Sparks et Drago Sumonja
- Photographie : Tim Suhrstedt (en)
- Montage : Robert Gajic
- Musique : Elvis Kuehn
- Pays d'origine : États-Unis
- Format : Couleurs - 35 mm - 2,35:1 - Dolby Digital
- Genre : drame
- Durée : 88 minutes
- Date de sortie :
  -  États-Unis : 11 mars 2017 (South by Southwest)
  -  France : 13 décembre 2017

## Distribution
- Harry Dean Stanton : Lucky
- David Lynch : Howard
- Ron Livingston : Bobby Lawrence
- Ed Begley Jr. : docteur Christian Kneedler
- Tom Skerritt : Fred
- Beth Grant : Elaine
- James Darren : Paulie
- Barry Shabaka Henley : Joe
- Yvonne Huff : Loretta
- Hugo Armstrong : Vincent
- Bertila Damas : Bibi
- Ana Mercedes : Victoria

## Sortie

### Accueil critique
En France, l'accueil critique est positif : le site Allociné recense une moyenne des critiques presse de 3,9/5, et des critiques spectateurs à 4/5. 
- Rolling Stone : « Harry Dean Stanton occupe le devant de l'affiche une dernière fois. Émouvant. »[4]
- Le Monde : « On ne sait ce qu'il adviendra de la carrière de réalisateur de John Carroll Lynch, qui s'est ici mis entièrement au service de son interprète principal. Il a de toute façon trouvé une place éminente dans la filmographie de Harry Dean Stanton, dernier d'une file où l'on trouve Ridley Scott, Wim Wenders ou Terry Gilliam, gardien de la mémoire d'une grande figure américaine. »[5]

### Box-office
- France : 50 861 entrées[6]

## Distinctions

### Sélection
- South by Southwest
- Festival international du film de Locarno 2017 : en sélection officielle.
- Festival international du film de La Roche-sur-Yon 2017 : en section Perspectives.
- Festival international du film de Thessalonique 2017 : en sélection officielle.